# Мобилни оперативни систем
Мобилни оперативни систем (енгл. mobile operating system), оперативни систем намењен за мобилне телефоне, таблете, паметне сатове или друге мобилне уређаје.
Десктоп и преносиви рачунари користе оперативни систем како би могли да се покрену. Међутим, данас их имају и „паметни“ телефони, па тако су нам путем мобилног телефона доступне бројне функције које смо раније могли да користимо само на кућним рачунарима и/или лаптоповима.
Путем оперативног система, уређај управља својом меморијом. Постоје разне врсте оперативних система за паметне телефоне и сваки од њих има одређене предности. Платформа оперативних система за ову врсту уређаја је тако направљена да програмерима даје могућност да праве разне врсте апликација, односно софтверског програма за те телефоне који може да обавља одређену функцију. Постоји на стотине хиљада различитих апликација, од којих је велики број њих бесплатан за одређени оперативни систем.
Неки од софтвера који се уграђују у ове уређаје су тзв. open source софтвери, што заправо значи да не постоје ограничења у томе шта корисник жели и може да преузме. Поред ових, постоје и ограничени софтвери, што значи да постоји одређена заједница чије апликације и услуге може да користи са одређеним оперативним системом.
Неки од најпознатијих оперативних система за „паметне“ мобилне телефоне су iOS, Android, Windows Phone, Symbian итд.

## Историја
Комуникација мобилним телефонима се променила. Мобилни уређаји постају моћнији, лакши, прилагођенији већини корисника, а мрежна инфрастурктура од почетне технологије преношења само гласа трансформисала се у мрежу с могућношћу преноса стотина мегабита у секунди. Многе развојне компаније, као и мрежни оператери, желе развити нове мултимедијалне апликације које могу искористити предности нових моћних телефона такозваних “паметних мобилних телефона”, који све више обједињују функције традиционалног мобилног телефона и ПЦ рачунара у један уређај. Већ дуже време телефони нису уређаји којима се само врши вербална комуникација.
Данас, мобилни телефони подржавају текстуалне поруке, имејлове, веб сурфовање, аудио и видео трансмисије и много других ствари. С овим трансформацијама и новим функционалностима, појавила се потреба за софистициранијим мобилним оперативним системима.

## Популарни мобилни оперативни системи
Најпопуларнији мобилни ОС су Android (компанија Google), iOS (компанија Apple) и Windows Phone (компанија Microsoft). Ови системи се разликују по томе да ли је могуће користити исте бесплатно или се на неки начин њигове услуге морају платити. Системи који су бесплатни, звани open source, дају могућност преузимања апликација и инсталирања тог система на архитектуру телефона која га подржава. У ову групу спада Android OS. Open source системи омогућавају програмерима могућност додавања функције које су њима потребне.

### Android OS
Android OS дозвољава програмерима могућност мењања системског кода и прављење апликација по њиховој жељи. Власништво је корпорације Google од 2005. године. Ово је тренутно најпопуларнији и највише распрострањен оперативни систем. Његова прва употреба је била 2008. године, на телефону HTC Dream. Samsung почиње да користи овај систем од 2009. Изласком Nexus One-а, првог Google-овог телефона, креће ширење овог оперативног система и на остале мобилне уређаје. Занимљиво, свака нова верзија овог система добијала је назив по неком слаткишу, па тако имамо: Cupcake (1.5), Donut (1.6), Eclair (2.0–2.1), Froyo (2.2–2.2.3), Gingerbread (2.3–2.3.7), Honeycomb (3.0–3.2.6), Ice Cream Sandwich (4.0–4.0.4), Jelly Bean (4.1–4.3.1), KitKat (4.4–4.4.4, 4.4W–4.4W.2) и на крају Lollipop (5.0–5.1.1).
Овај оперативни систем омогућава рад више апликација у исто време. Подлога ово система (Кернел) заснована је на Linux оперативном систему. Остали део оперативног система урађен је у C и Јава програмским језицима.

### iOS
iOS је направљен за iPhone, iPod, iPad и iWatch уређаје од стране корпорације Apple. Овај систем није могуће користити на другим уређајима који не припадају Apple-у. Олакшава употребу напредних функција, уз добро организован и графички прилагођен систем за све кориснике који нису упознати толико са напредним технологијама. App Store је системска апликација која служи за преузимање нових апликација за све Apple уређаје. Safari је популарни веб-прегледач са побољшаним начином претраге. Програмирање апликација за овај систем могуће је коришћењем програмских језика Objectiv-C и Swift. На најновијим верзијама, омогућен је рад више нитних апликација и рад више апликација у исто време. Први пут је ово омогућено 2007, на систему iOS 4.

### Windows Phone
Windows Phone први пут је издат за телефон 2010. године. Појављује се само на пар модела телефона. После склапања сарадње Microsoft-а и Nokia-е, Windows се појављује 2011. године на Nokia телефонима. Први два модела ових телефона јесу Lumia 800 и Lumia 710. После две године се појављује и на пар Samsung и Huawei телефона. Овај систем је веома слична верзији Windows оперативног система, који је урађен за рачунаре. Због веома убрзаног начина претраге фајлова и бољег искоришћења меморије долази до уштеде батерије.

### Symbian
Оперативни систем чувене Nokia-е, Symbian, се углавном користи на телефонима осредњег квалитета. Предности овог оперативног система лежи у његовој функционалности, као и могућности преузимања апликација које корисник лако прилагођава свом уређају и укусу.